# Felsőszőlős
Felsőszőlős (szlovákul Horny Vinodol, korábban Horny Sileš, németül Ober-Sillesch)  Nyitraszőlős településrésze, korábban önálló falu Szlovákiában, a Nyitrai kerületben, a Nyitrai járásban.

## Fekvése
A Kisalföld északi részén, Nyitrától 16 km-re délkeletre fekszik.

## Története

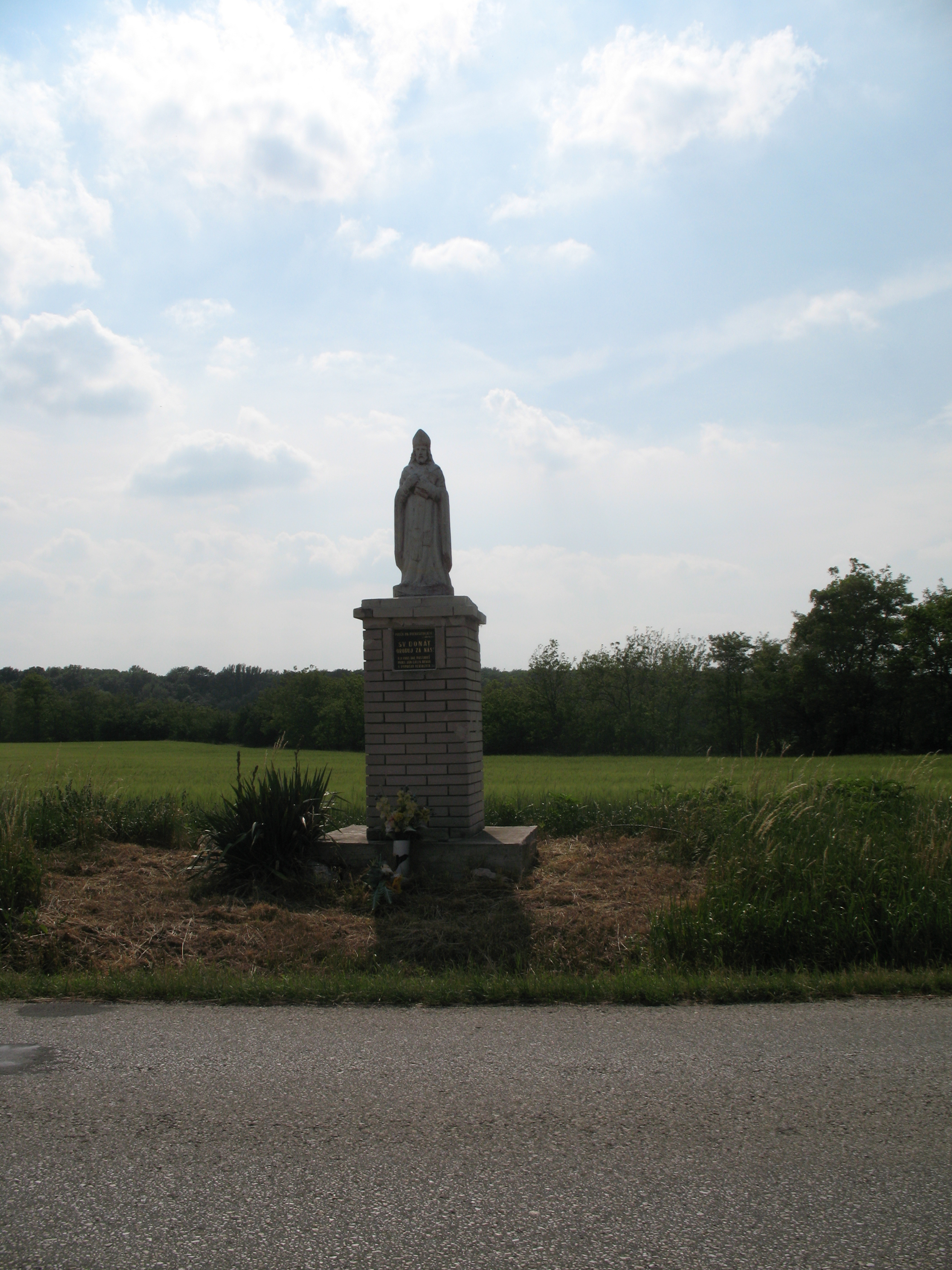
Szent Donát szobra a Nyitra felé vezető úton. 2008-ban egy vihar során megsérült és akkor renoválták

1113-ban "Zolous" néven említik először. 1156-ban "Sceleus", 1214-ben "Zeuleus" alakban szerepel az oklevelekben. A részben garamszentbenedeki apátság, részben bozóki nemesek birtoka volt. A 13. század végén 21 nemesi család volt birtokos a településen. 1247-től 1410-ig az esztergomi érsekség is birtokos a faluban. 1425-ben Felseuzeuleus-i Tamás fiait említik, akik új osztályt tettek a birtokukon. Ismét három részre osztották azt, melyben révet is említenek. 1426-ban bizonyos felsőszőlősi erdőn, melynek egy része Céténybe is átnyúlik osztozkodtak a Szőllősy (Felseuzeuleus) család tagjai.
A 16. században a Kürthy, Pap és Forgách család birtoka volt. A 18. században a Szörényi, a Motesiczi család és mások birtoka. A török támadások következtében 1699-ben elpusztult. 1715-ben 18 jobbágytelke volt. 1787-ben 43 házában 289 lakos élt. 1828-ban 59 háza és 408 lakosa volt. Lakói főként mezőgazdasággal foglalkoztak.
Vályi András szerint "A. F. Szőlős. Két falu Nyitra Várm. földes Urai Motesiczky, és több Urak, lakosaik külömbfélék, fekszenek egymástól nem meszsze, határjaik jók, réttyeik hasznosak, legelőjök elég, malmok helyben, borok is terem."
Fényes Elek szerint "Szőlős (Felső), tót falu, Nyitra vmegyében, 410 kath., 10 zsidó lak. F. u. többen. Ut. p. Nyitra.
" 
A trianoni békeszerződésig Nyitra vármegye Érsekújvári járásához tartozott. 1938 és 1945 között Magyarország része volt.

## Nevezetességei
- A Kisboldogasszony tiszteletére szentelt római katolikus temploma 1892-ben épült.

## Népessége
Eredendően magyar falu volt, őshonos lakossága azonban a török korban megfogyatkozott. A 18. század kezdetétől betelepülő jelentős számú szláv népesség azután nagyrészt magába olvasztotta magyar lakosságát.[forrás?]
1910-ben 553 lakosából 500 szlovák és 53 magyar volt.

## Neves személyek
- 1763-ban itt keresztelték meg Kvassay Károly Bars vármegyei alispán gyermekeit

## Külső hivatkozások
- Nyitraszőlős községinfó
- Nyitraszőlős Szlovákia térképén
- E-obce.sk